# Aerodina

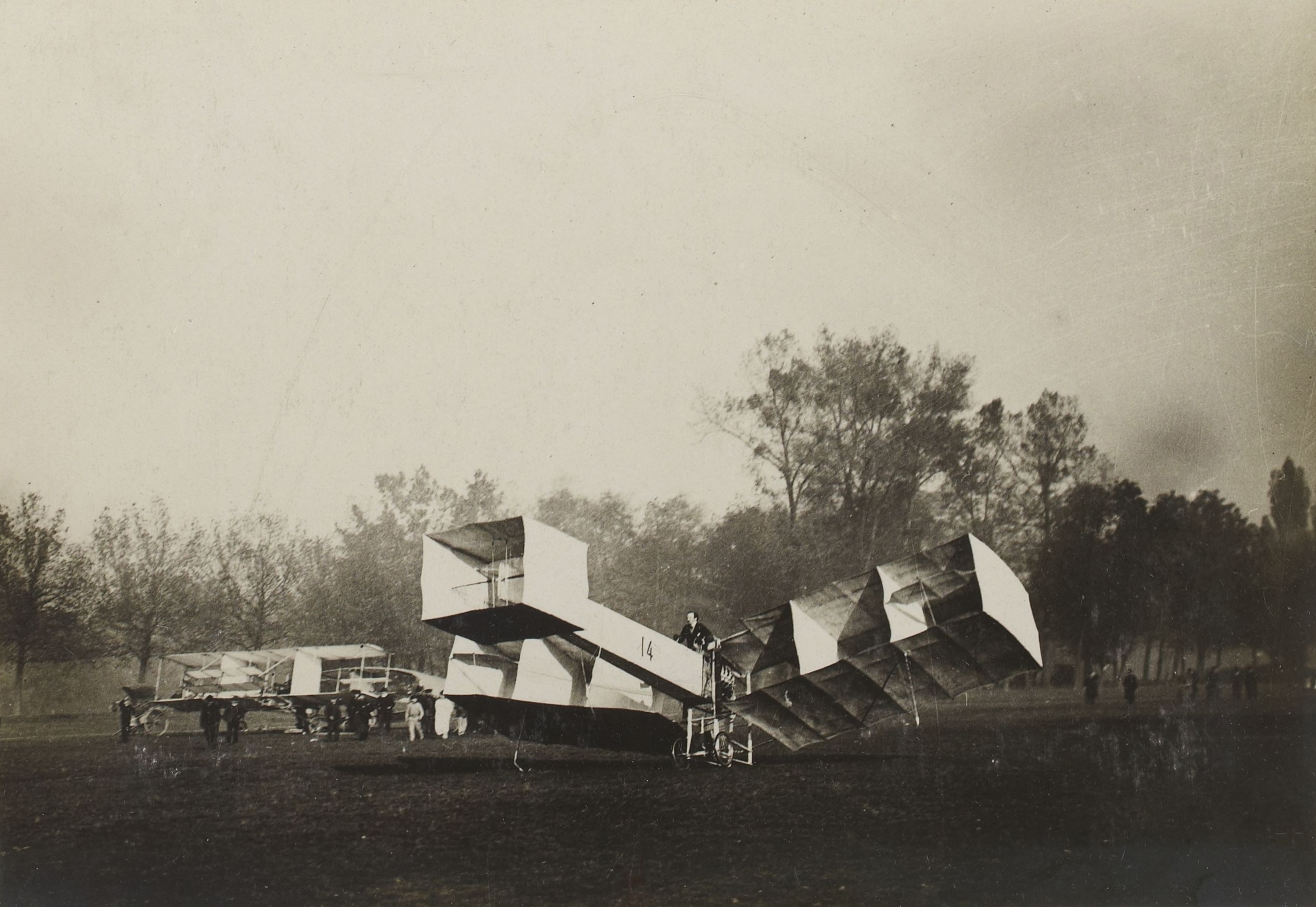
Santos-Dumont 14-bis, entre 1906 i 1907

Un aerodina és una aeronau capaç de generar sustentació. Els aerodines es divideixen en dos grans grups: les aeronaus d'ala fixa i les aeronaus d'ales mòbils.

## Tipus d'aerodines

### Aeronaus d'ala fixa
- Avió
- Planador
- Ala delta
- Parapent
- Paramotor
- Ultralleuger
- Estel

### Aeronaus d'ales mòbils
- Helicòpter
- Autogir
- Girodina
- Combinat
- Convertiplà
- Ornitòpter